# Schellhof (Rötz)
Schellhof ist ein Ortsteil der Stadt Rötz im Landkreis Cham des Regierungsbezirks Oberpfalz im Freistaat Bayern.

## Geografie
Schellhof liegt an der Staatsstraße 2151 und 3 Kilometer westlich von Rötz und 280 Meter nördlich der Schwarzach.

## Geschichte
Schellhof (auch: Tieffenpach, Tieffenbach, Einschichtig Hoff, Hof zum Schelhof oder Tieffenpach, Schelhoff, Schölhoff, Schöllhof) hieß zunächst „Tieffenbach“, dann ab 1588 „Schellhof“, jeweils in verschiedenen Schreibvarianten.
1505 wurden in Schellhof ein Gütlein und ein Haus („güttlen vnd gepaw“) erwähnt. Im Jahr 1522 gehörten Untertanen in Schellhof zum Kastenamt Rötz. In diesem Jahr wurde Schellhof als öde gekennzeichnet. In einem Verzeichnis von 1588 wurden Mannschaften in Schellhof als zur Frais Schwarzenburg gehörig aufgeführt. 1588 gab es in Schellhof einen Hof und zwei Inwohner.
1622 war Schellhof eine Einöde. In der Steueranlage von 1630 wurde das Pflegamt Rötz in vier Viertel eingeteilt. Dabei gehörte Schellhof zum 1. Viertel. Schellhof wurde mit einem Hof und zwei Inwohnern verzeichnet. 1670, 1755 und 1808 wurde für Schellhof ein Hof aufgeführt.
1808 wurde die Verordnung über das allgemeine Steuerprovisorium erlassen. Mit ihr wurde das Steuerwesen in Bayern neu geordnet und es wurden Steuerdistrikte gebildet. Dabei kam Schellhof zum Steuerdistrikt Hetzmannsdorf. Der Steuerdistrikt Hetzmannsdorf bestand aus den Dörfern Bauhof, Grassersdorf und Hetzmannsdorf und der Einöde Schellhof.
1820 wurden im Landgericht Waldmünchen Ruralgemeinden gebildet. Dabei kam Schellhof zur landgerichtlichen Ruralgemeinde Hetzmannsdorf. Die Gemeinde Hetzmannsdorf bestand aus den beiden Dörfern Bauhof mit 10 Familien und Hetzmannsdorf mit 21 Familien und der Einöde Schellhof mit einer Familie. 1945 wurde die Gemeinde Hetzmannsdorf mit Bauhof und Schellhof in die Stadt Rötz eingegliedert.
Schellhof gehört zur Pfarrei Rötz. 1997 wohnten 8 Katholiken in Schellhof.

## Einwohnerentwicklung ab 1820
| Jahr | Einwohner | Gebäude |
| ---- | --------- | ------- |
| 1820 | 1 Familie | k. A.   |
| 1838 | 10        | 1       |
| 1861 | 8         | 7       |
| 1871 | 11        | 8       |
| 1885 | 12        | 2       |
| 1900 | 7         | 1       |
| 1913 | 14        | 1       |

| Jahr | Einwohner | Gebäude |
| ---- | --------- | ------- |
| 1925 | 8         | 1       |
| 1950 | 10        | 2       |
| 1961 | 11        | 2       |
| 1970 | 5         | k. A.   |
| 1987 | 8         | 2       |
| 2011 | 6         | k. A.   |

## Tourismus und Sehenswürdigkeiten
In Schellhof befindet sich ein denkmalgeschützter Dreiseithof mit Wohnstallhaus, Remise und Hofkapelle, Denkmalnummer D-3-72-154-42.